# Journal télévisé de la RTF
Le Journal télévisé de la RTF est un journal télévisé français créé par Pierre Sabbagh et diffusé chaque jour à 21 heures puis 20 heures sur RTF Télévision du 29 juin 1949 au 19 avril 1963. Il est également adapté dans une édition de la mi-journée à partir du mois de novembre 1949, son horaire de diffusion est variable en fonction de la période et des changements de programmation : à midi, à 12 h 30, à 12h45, à 13 h, à 13 h 15 voire à 13 h 30.

## Historique

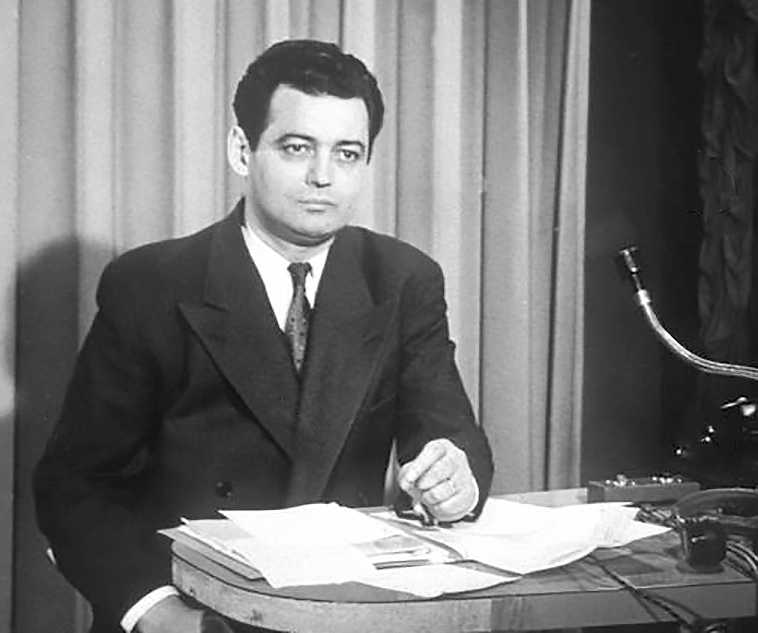
En 1949, Pierre Sabbagh présente le premier journal quotidien.

Vital Gayman, directeur du journal parlé de Paris-Inter à la Radiodiffusion-télévision française (RTF), décide en 1949 la création d'un journal télévisé et confie le projet au jeune Pierre Sabbagh, ancien élève comédien entré à la radio à la Libération. Sabbagh rencontre quelques difficultés pour constituer son équipe car peu de journalistes de la radio, alors toute puissante, sont disposés à perdre leur notoriété en allant tenter l'aventure télévisuelle encore confidentielle en termes d'audience. Il en est de même des journalistes de la presse écrite chez qui la télévision est méprisée car elle est vue, après la radio, comme une nouvelle concurrente. Trois hommes de radio acceptent tout de même de relever le défi : Jacques Sallebert, reporter à la radio, Georges de Caunes, ancien présentateur de Paris-Actualités sur Paris-Inter et Pierre Dumayet, journaliste littéraire. Dumayet intègre à l'équipe Pierre Tchernia, jeune diplômé de l'Institut des Hautes Études Cinématographiques (IDHEC) qui a collaboré avec lui au Club d'essai de la Radiodiffusion française.  
Le premier journal télévisé en France inventé et dirigé par Pierre Sabbagh,, est diffusé le 29 juin 1949 à 21 heures pendant 15 minutes. Le premier reportage filmé par le service des reportages de la télévision française et diffusé lors de ce premier journal télévisé est une course en ballon durant laquelle le ballon, dans lequel ont pris place Pierre Sabbagh et Michel Wakhevitch, s'écrase dans un champ et prend feu. Les autres sujets du journal sont des sujets d'actualités filmés par les Actualités françaises, Éclair-Journal ou la Gaumont que la télévision récupère, après avoir converti les films 35 mm en 16 mm. La première diffusion du journal télévisé a volontairement lieu la veille du départ du Tour de France, évènement sportif très populaire que le journal télévisé suit jusqu'à son arrivée le 24 juillet en diffusant lors de chacune de ses éditions dix minutes d'images filmées la veille par les actualités cinématographiques. Diffusé trois fois dans la semaine, le journal télévisé s'interrompt pour la période des congés d'été du 25 juillet au 1er octobre 1949 et poursuit cette tradition les trois années suivantes, du 8 août au 18 septembre 1950, du 27 juillet au 17 septembre 1951 et enfin du 19 juillet au 15 septembre 1952.
Après une pause estivale, le journal télévisé revient le 2 octobre 1949 à un rythme quotidien. Il dure vingt minutes, puis trente. Les sujets du journal télévisé sont définis chaque matin en conférence de rédaction présidée par Sabbagh, puis les reporters partent les filmer. L'équipe du service des reportages de la télévision française ne dispose pour filmer que de trois caméras amateur 16 mm Bell et Howell et pour se déplacer, d'une Jeep récupérée au surplus de l'armée américaine et de la Peugeot 202 de Jacques Sallebert. Le vélo et le métro sont également utilisés par les reporters. Ainsi les reportages du journal télévisé ne dépassent pas les limites de la banlieue parisienne. Faute de moyens, les journalistes utilisent aussi les services de cadreurs professionnels, munis de leur propre matériel, ayant travaillé pour les actualités cinéma ou le service cinématographique de l'armée. Les films, muets, sont rapportés et développés dans les studios de la télévision du centre Alfred Lelluch au 15 rue Cognacq-Jay à Paris avant d'être visionnés, sélectionnés et montés pour composer les quinze sujets du journal télévisé. Sur les quinze sujets du journal, trois seulement sont des productions propres, le reste est composé de sujets d'agences (France-Vidéo) remontés parce que trop longs. Hors des inaugurations et crises ministérielles, ces sujets n'ont que très peu de rapport avec l'actualité française et sont commentés en direct depuis les studios sur des illustrations sonores de Yves Dariet ou Lucien Morisse par Pierre Sabbagh, Jacques Sallebert, Pierre Tchernia, Pierre Dumayet, Claude Darget et Georges de Caunes. Les films étant muets et les téléspectateurs peu nombreux, les commentateurs utilisent un style très différent de celui des actualités cinématographiques mêlant irrespect et fantaisie, en faisant notamment parler les ministres ou en mettant en parallèle sport et politique. Le sport, et particulièrement le catch, la boxe, le football et le Tour de France, tiennent en effet une part importante des sujets du journal télévisé durant ses premières années en proposant aux téléspectateurs de voir dès le lendemain les images, sans devoir attendre la semaine suivante pour les voir aux Actualités cinématographiques. La réalisation du journal télévisé est très souvent assurée par Pierre Sabbagh lui-même qui lance les différents sujets et surveille leur diffusion en régie,. Dès novembre 1949, le journal télévisé du soir est rediffusé dans une version raccourcie le lendemain à 12 h 30. Avec la mise en service de l'émetteur 819 lignes de la tour Eiffel le 15 novembre, le journal télévisé passe à quatre éditions par jour, car, comme il est impossible d'enregistrer une émission en direct, chaque édition du midi et du soir réalisée en direct pour l'émetteur 441 lignes doit être refaite aussi en direct pour l'émetteur 819 lignes. En 1951, le journal télévisé du soir est déplacé à 20 h 30 et le service des reportages de la télévision est doté d'un car de reportage permettant d'établir les premiers directs en extérieur.
Les premiers grands évènements retransmis par les équipes du journal télévisé sont le couronnement de la reine d'Angleterre Élisabeth II le 2 juin 1953, commenté en direct par Jacques Sallebert, et sur le plan national, l'élection du président de la République, René Coty, lors du Congrès réunissant les deux chambres au château de Versailles du 17 au 22 décembre 1953, qui marque l’entrée des caméras dans une enceinte parlementaire et dont les multiples aléas sont narrés aux téléspectateurs par Claude Darget, Claude Perrot et Roger Debouzy. 
L'année 1954 marque un tournant dans l'histoire du journal télévisé avec l'arrivée de plusieurs innovations importantes. Sur une idée de Pierre Sabbagh, l'Union européenne de radio-télévision met en place en juin le réseau Eurovision facilitant l'échange d'images et de reportages d'actualité entre les télévisions membres, ce qui permet d'accroître instantanément le volume d'images diffusées dans le journal télévisé. Simultanément, les premières caméras sonores professionnelles arrivent des États-Unis, donnant plus de liberté aux journalistes et permettant enfin de capturer le son des sujets filmés, ce qui réduit ainsi le recours aux commentateurs en voix off. Le 1er novembre 1954, le journal télévisé du soir, dorénavant diffusé à 20 h 15, permet aux téléspectateurs de découvrir les visages de Roger Debouzy et de Georges de Caunes, premiers « présentateurs » du journal télévisé, suivis le lendemain par celui de Jacques Donot, de Pierre Dumayet le 3 novembre et de Claude Darget le 4. Ces journalistes, qui continuent par ailleurs à commenter les reportages diffusés, ne sont pas encore vraiment des présentateurs. Ils se contentent plutôt de donner en plateau quelques informations qui n'ont pu être filmées en lisant des dépêches de l'Agence France-Presse. Les plateaux durent environ dix minutes, soit le quart de la durée du journal télévisé. Ils intègrent régulièrement la chronique "A vous Londres" diffusée en direct depuis la capitale britannique avec les moyens de la BBC dans laquelle Jacques Sallebert, premier correspondant permanent du journal télévisé, présente aux téléspectateurs français tous les aspects de la vie outre-Manche et les préoccupations des Anglais. 
La nouvelle formule du journal télévisé, mise en place en novembre 1956, donne davantage de place aux séquences en plateau et renforce la figure du présentateur qui interroge ses collègues sur différents sujets d'actualité et prend le temps d'expliquer l'information aux téléspectateurs. Les journalistes découvrent alors qu'ils ont une personnalité à l'écran et qu'ils ne sont pas de simples machines à débiter de l'information. Georges de Caunes présente ainsi le journal télévisé avec son chien Eider couché à ses pieds que certains réalisateurs du journal montrent à l'écran. Claude Darget, pas plus que les autres, ne se soucie de neutralité dans ses commentaires. Quand il annonce, par exemple, le départ de Wladimir Porché qui, de 1946 à 1957, fut directeur général de la RDF (Radiodiffusion française), puis de la RTF, il dit tout le bien qu'il en pense. Ses commentaires sont toujours personnels, souvent ironiques, poétiques parfois. Quand il annonce, par exemple, la naissance de la princesse Caroline de Monaco, ce n'est pas en termes conventionnels. Il parle de Monaco « qui compte une Caroline de plus », il évoque « la mer (qui) a pleuré » et la « Caroline chérie des rives méditerranéennes ». 
Le journal télévisé est rattaché à la direction de l'information en juin 1956. En 1957, son horaire est fixé définitivement à 20 h et une édition de nuit est diffusée chaque jour vers 23 h sous l'impulsion de Pierre Sabbagh et Jacques Sallebert. Le journal de la mi-journée est désormais diffusé à 13 h 15 et dure quinze minutes.
Nommé directeur du journal télévisé en novembre 1959, Pierre Sabbagh le transforme une nouvelle fois en instituant le présentateur unique, mais différent chaque soir, présent tout au long du journal et qui intervient en plateau, lance les reportages commentés en cabine par ses confrères, lit les dépêches et commente l'actualité. Cette scénarisation de l'information découle du succès rencontré par le nouveau style d'écriture journalistique du magazine mensuel 5 colonnes à la une. 
Quatre éditions sont mises en place en 1960. Celle de 13 h traite de l'information politique et des faits divers, celle de 19 h 15 est composée d'enquêtes, de reportages et de magazines, celle de 20 h 15 est consacrée à la politique intérieure et étrangère et la dernière est un résumé de l'actualité diffusé à 22 h 30.

## Édition de la mi-journée
L'actualité télévisée de la mi-journée sur la chaîne historique nationale française existe depuis 1949. Au fil des changements à la tête de la direction de la chaîne et de ses rédactions, la formule évolue sensiblement. L'édition de la mi-journée à la télévision sur la première chaîne historique est introduite à partir du mois de novembre 1949; elle ne reprend principalement que les images du journal télévisé du soir diffusée la veille et sans présentateur à l'image mais uniquement accompagnée de commentaires en direct. En 1957, sous l'impulsion de Pierre Sabbagh et Jacques Sallebert alors que l'horaire du journal du soir est fixé à 20 h, l'édition de la mi-journée est désormais diffusée à 13 h 15, sauf le dimanche où elle se tient à 12 heures. Le 20 avril 1963, le journaliste Raymond Marcillac et le ministre Alain Peyrefitte créent les Actualités télévisées avec une édition de la mi-journée, une diffusion qui se prolonge en juillet 1964 sur la même antenne désormais intitulée Première chaîne de l'ORTF. Le 20 septembre 1965, l'émission d'actualités « Télé-Midi » remplace la précédente formule, jusqu'au 2 novembre 1969 où Pierre Desgraupes lance Information Première, de janvier à mars 1972 de 12h45, puis à 13h ensuite, du lundi au vendredi, présentée par Paul Lefevre, Jean-Michel Desjeunes, Jean Lanzi puis Jean-Pierre Elkabbach. Lors des événements de mai 1968, Yves Mourousi réalise sa première interview télévisée en interrogeant Alain Peyrefitte, ministre de l’Éducation nationale. Le 6 novembre 1968, il présente pour la première fois à la radio, le journal de 13 heures de France Inter, après avoir été rédacteur puis rédacteur en chef d’Inter actualités magazine, la tranche d'information de la mi-journée. Le 11 septembre 1972, Jacqueline Baudrier compose son équipe avec notamment Léon Zitrone, Michel Péricard, Claude Brovelli, Jean-François Robinet et Bernard Volker pour lancer le journal 24 heures sur la Une et son édition de la mi-journée. En 1972, le rédacteur en chef Christian Bernadac sélectionne plusieurs de ses jeunes journalistes de France Inter pour qu'ils produisent et fournissent à la toute nouvelle troisième chaîne de l'ORTF des sujets d'actualités quotidiens intitulés « Inter 3 »; Mourousi est choisi, ainsi que, parmi ses collègues journalistes, Jean-Claude Bourret et Régis Faucon. 

## Présentateurs et rédaction
- Pierre Sabbagh : commentateur en voix-off de juin 1949 à octobre 1954 et rédacteur en chef
- Jacques Sallebert : commentateur en voix-off de juin 1949 à octobre 1954, puis présentateur de 1958 à 1962
- Georges de Caunes : commentateur en voix-off de juin 1949 à octobre 1954, puis présentateur de 1956 à 1962
- Pierre Dumayet : commentateur en voix-off de juin 1949 à octobre 1954
- Pierre Tchernia : commentateur en voix-off de juin 1949 à octobre 1954
- Claude Darget : commentateur en voix-off de juin 1949 à octobre 1954, puis présentateur du 4 novembre 1954 à avril 1963
- Claude Villedieu : présentateur du 6 novembre 1956 à 1959, chef du service étranger, puis rédacteur en chef responsable du service politique
- Michel Droit : présentateur de 1958 à 1961
- Léon Zitrone : présentateur de 1958 à avril 1963
- Robert Chapatte : présentateur de 1959 à avril 1963
- François de La Grange : présentateur de 1959 à avril 1963
- Joseph Pasteur : présentateur de 1959 à avril 1963
- Raymond Marcillac : présentateur du 3 novembre 1959 à avril 1963

L'équipe comprend également :
- Commentateurs et journalistes : Roger Debouzy[20], Maurice Séveno, Maïté Célérié de Sanois, Fernand Pelatan, Henri Cabrières, Claude Joubert, Denise Glaser[21], Jean Fèvre, Jacques Donot, Danièle Breem, Claude Thomas, Jean Quittard, Claude-Henri Salerne, Micheline Sandrel.
- Prises de vue : Michel Wakhevitch, Jean-Marie Coldefy, qui réalise le premier journal du 29 juin 1949, Pierre Luguet, Jacques Berthaud, Marc Pasquette, Jean-Jacques Rebuffat, Claude Loursais, Gilbert Larriaga, Henri Persin, Jacques Hervé, Adrien Dagory, Serge Acker, Paul Martellière.
- Montage : Jacques Anjubault, Jacques Perrot et Jean-Pierre Delannoy.
- Montage sonore : Yves Dariet, Lucien Morisse et Pierre Poulteau.

Rédacteurs en chef
- Pierre Sabbagh : 1949 - 1956
- Roger Debouzy : 1956 - 1958
- Jacques Sallebert : 1958
- Jacques Anjubault et Jacques Perrot : 1958 - 1960
- Michel Droit : 1960 - 1961

## Décor
Le décor du Journal télévisé de la RTF apparaît en 1954, en même temps que le présentateur. Celui de 1958 est d'une grande simplicité. Il est composé d'un immense planisphère tapissant le fond du studio devant lequel sont installés trois petits pupitres métalliques avec leurs chaises matelassées au style très linéaire permettant d'accueillir un invité et un autre journaliste en plus du présentateur.

## Générique
L'indicatif du Journal télévisé de la RTF est composé d'un carton portant la mention « Journal télévisé » en lettres noires sur fond blanc accompagné d'une musique entraînante pour violons et cuivres de Walter Collins intitulée Tom Marches On.

## Diffusion
Le Journal télévisé de la RTF est diffusé chaque jour en direct au format 4/3 noir et blanc sur RTF Télévision par l'unique émetteur parisien VHF en 441 lignes de la tour Eiffel, puis également sur le nouvel émetteur 819 lignes de la Tour Eiffel dont les émissions démarrent le 15 novembre 1949, ce qui oblige les équipes du journal à doubler chaque édition jusqu'à la mise en place en juillet 1952 du convertisseur de Delbord permettant à une caméra 441 lignes adaptée de filmer en direct un moniteur 819 lignes équipé d'un tube cathodique spécial, offrant ainsi aux téléspectateurs, quel que soit leur standard, de partager le même programme. Dès avril 1950, le journal télévisé est aussi kinescopé pour être acheminé chaque jour en train aux équipes de Télé-Lille pour une diffusion en différé le lendemain de sa diffusion parisienne en direct, jusqu'à la mise en place du premier réseau national hertzien entre Paris et Lille en février 1952.  
Cette émission est réalisée depuis le studio 1 du centre Alfred Lelluch au 15 rue Cognacq-Jay à Paris.